# برایان خیمنز
برایان خیمنز (انگلیسی: Bryan Jiménez؛ زادهٔ ۲۲ ژانویهٔ ۱۹۹۴) بازیکن فوتبال اهل جمهوری دومینیکن است.
از باشگاه‌هایی که در آن بازی کرده‌است می‌توان به اشاره کرد.
وی همچنین در تیم ملی فوتبال جمهوری دومینیکن بازی کرده‌است.